# Власов, Андрей Романович
Андрей Романович Власов (родился 5 сентября 1991 в Москве) — российский спортсмен, профессиональный боец ММА, организатор Студенческой лиги ММА, вице-президент Федерации ММА по Московской области.

## Биография
Начал заниматься самбо в 8 лет. В составе сборной России стал третьим на чемпионате Европы.
Дебютировал в смешанных единоборствах 27 октября 2012-го в поединке против Ярослава Поборски (победил болевым приемом).
Выступает в категории до 77 кг.

## Достижения
Мастер спорта по самбо
Кандидат в мастера спорта по дзюдо
Победитель первенства Москвы
Бронзовый призёр чемпионата Европы

## Таблица боёв
| Бой | Дата             | Соперник           | Раунд | Время | Результат |
| --- | ---------------- | ------------------ | ----- | ----- | --------- |
| 6-2 | 25 сентября 2015 | Залимхан Юсупов    | 2     | 5:00  | Поражение |
| 6-1 | 4 октября 2013   | Умар Чичаев        | 1     | 1:43  | Победа    |
| 5-1 | 1 июня 2013      | Канат Джакипбаев   | 1     | 3:55  | Победа    |
| 4-1 | 27 апреля 2013   | Алексей Белозерцев | 1     | 2:38  | Победа    |
| 3-1 | 22 декабря 2012  | Данила Кузьмин     | 1     | 0:44  | Поражение |
| 3-0 | 27 октября 2012  | Ярослав Поборски   | 1     | 2:26  | Победа    |
| 2-0 | 3 июня 2012      | Магомед Малсагов   | 1     | 3:20  | Победа    |
| 1-0 | 29 июня 2011     | Юрий Изотов        | 3     | 5:00  | Победа    |